# Otto Briesemeister

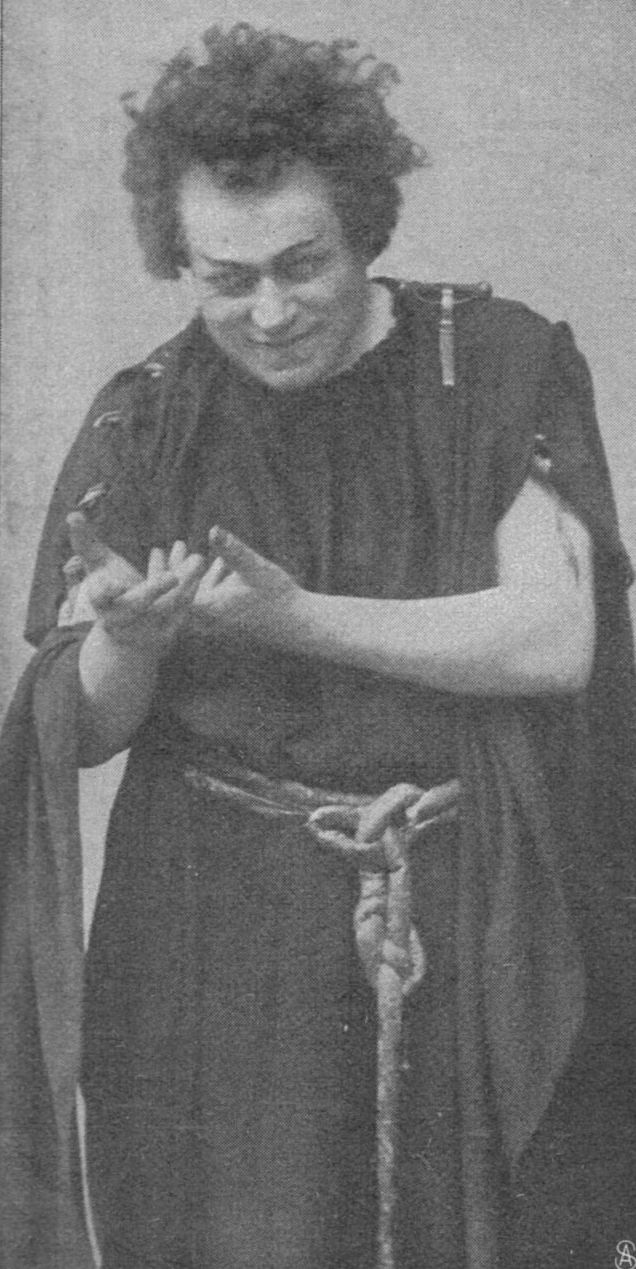
Otto Briesemeister als Loge, 1904

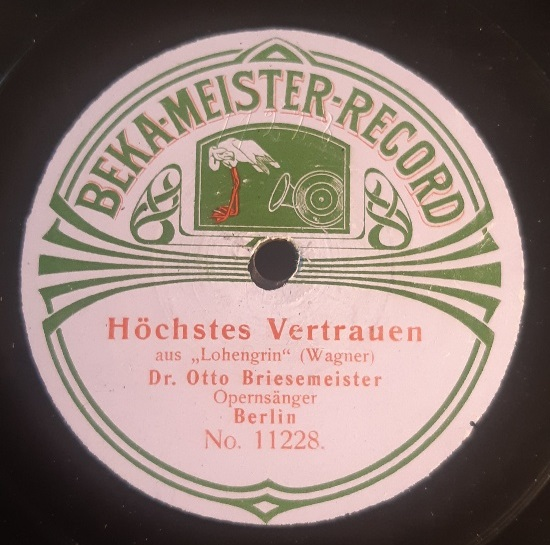
Schallplatte von Otto Briesemeister (Berlin 1907)

Otto Briesemeister (18. Mai 1866 in Arnswalde – 16. Juni 1910 in Deutsch-Wilmersdorf) war ein deutscher Opernsänger (Tenor) und Arzt.

## Leben
Briesemeister, Sohn eines Lehrers, studierte zunächst Medizin in Berlin, Würzburg und Leipzig. In Berlin schloss er sich der Studentenverbindung Landsmannschaft Spandovia an. Er wurde promoviert und arbeitete danach auch als praktischer Arzt. Während dieser Zeit widmete er seine Freizeit dem Gesang.
Nachdem er seine Dienstpflicht als Militärarzt abgeleistet hatte, ging er nach Leipzig um sich bei Carl Theodor Widemann als Sänger ausbilden zu lassen.
Zuerst arbeitete er als Konzertsänger. 1893 debütierte er am Hoftheater von Dessau als Manrico im Troubadour. 1894 ging er nach Aachen, 1895 nach Breslau ans dortige Opernhaus. Dort blieb er bis 1900.
Von 1899 bis 1909 sang er bei den Bayreuther Festspielen den Loge im Ring-Zyklus, war aber an anderen Häusern auch als Lohengrin oder Siegfried zu erleben.
Er lebte in Berlin, wo er sich auch noch als Facharzt für Halsleiden betätigte. Seine Frau war die Schauspielerin Sidonie Hönig. Nachdem sich seine Tochter 1910 eine Diphtherie zuzog und ihn damit ansteckte, starb er an dieser.
Schallplatten für G&T (Bayreuth 1904), Anker (Berlin 1906-07), Beka (Berlin 1907), Odeon (Berlin 1907) sowie Edison-Walzen (Berlin 1905 und 1908).

## Einzelnachweis
1. ↑  StA Wilmersdorf, Sterbeurkunde Nr. 397/1910

Dieser Artikel basiert auf einem gemeinfreien Text aus Ludwig Eisenbergs Großem biographischen Lexikon der deutschen Bühne im 19. Jahrhundert, Ausgabe von 1903.
| Personendaten    | Personendaten                          |
| ---------------- | -------------------------------------- |
| NAME             | Briesemeister, Otto                    |
| KURZBESCHREIBUNG | deutscher Arzt und Opernsänger (Tenor) |
| GEBURTSDATUM     | 18. Mai 1866                           |
| GEBURTSORT       | Arnswalde                              |
| STERBEDATUM      | 16. Juni 1910                          |
| STERBEORT        | Deutsch-Wilmersdorf                    |